# Cantuaria orepukiensis
Cantuaria orepukiensis är en spindelart som beskrevs av Forster 1968. Cantuaria orepukiensis ingår i släktet Cantuaria och familjen Idiopidae. Inga underarter finns listade.